# My Słowianie
Chansons représentant la Pologne au Concours Eurovision de la chanson
Jestem
(2011) In the Name of Love
(2015)
My Słowianie (en français, Nous, les Slaves) est la chanson représentant la Pologne au Concours Eurovision de la chanson 2014, à Copenhague, au Danemark. Elle est interprétée par le producteur Donatan et la chanteuse Cleo.

## Histoire

### Enregistrement
La composition est dans le style hip-hop avec des éléments de folk et de R&B,. Comme le décrit Donatan, la chanson est « une parodie de la chanson Nie lubimy robić ». La chanson est enregistrée au studio d'enregistrement Gorycki & Sznyterman à Cracovie. L'idée est d'abord critiquée par l'entourage des deux artistes.

### Sortie
La chanson sort le 4 novembre 2013,,, le clip, réalisé par Piotr Smoleński, sort le jour suivant. La vidéo est tournée au Musée de l'agriculture Krzysztof Kluk à Ciechanowiec (pl). Le clip vidéo pour la version anglophone de la chanson est diffusé pour la première fois en février 2014.

### Réception
Le clip officiel de la chanson est visionné environ 15 millions de fois sur YouTube moins de trois semaines après sa sortie. La chanson atteint notamment la deuxième place du classement AirPlay.
Dès la sortie du clip, celui-ci est accusé de sexisme. Cleo répond à ses accusations lorsque la chanson se qualifie pour la finale de l'Eurovision : « Dziwię się, że nie zwracają uwagi na naszą super piosenkę, koloryt, na to, że chcemy pokazać w takiej wspaniałej odsłonie naszą kulturę... » (« Je suis surprise qu'ils ne prêtent pas attention à notre super chanson, à la couleur, au fait que nous voulons présenter notre culture d'une manière aussi merveilleuse.... »).
En novembre 2024, Dontan annonce une possible suite à la chanson, My Słowianie 2,.

## Eurovision

### Nomination
Fin février 2014, Telewizja Polska annonce que la chanson représenterait la Pologne au 59e Concours Eurovision de la chanson. La chanson est présentée lors de la deuxième demi-finale du concours et se qualifie pour la finale à partir de la 8e place.

### Points attribués à la Pologne lors de la demi-finale
| 12 points   | 10 points                         | 8 points                     | 7 points             | 6 points |
| ----------- | --------------------------------- | ---------------------------- | -------------------- | -------- |
| - Allemagne | - Biélorussie - Italie            |                              | - Norvège            |          |
| 5 points    | 4 points                          | 3 points                     | 2 points             | 1 point  |
| - Slovénie  | - Israël - Lituanie - Royaume-Uni | - Grèce - Macédoine - Suisse | - Autriche - Irlande | - Malte  |

### Finale
La chanson est la neuvième de la soirée, suivant Moj svijet interprétée par Sergej Ćetković pour le Monténégro et précédant Rise Up interprétée par Freaky Fortune et Riskykidd pour la Grèce.
Cléo participe aux répétitions générales les 9 et 10 mai. Les jurys professionnels émettent leurs votes avant le spectacle live. Cleo reprend sa performance en demi-finale lors de la finale.
La chanson obtient 62 points et termine quatorzième sur vingt-six participants.

#### Points attribués à la Pologne lors de la finale
| 12 points            | 10 points    | 8 points            | 7 points                                   | 6 points           |
| -------------------- | ------------ | ------------------- | ------------------------------------------ | ------------------ |
|                      | - Allemagne  | - Italie            | - Biélorussie - Ukraine                    |                    |
| 5 points             | 4 points     | 3 points            | 2 points                                   | 1 point            |
| - France - Macédoine | - Monténégro | - Hongrie - Islande | - Azerbaïdjan - Moldavie - Norvège - Suède | - Grèce - Slovénie |

## Reprises
Alors que le clip de la chanson est accusé de sexisme, la revue trimestrielle de gauche polonaise Krytyka Polityczna publie une reprise drag du clip, incluant notamment la drag queen polonaise d'origine vietnamienne Kim Lee (pl).
En mai 2017, le chanteur grec Isaias Matiaba essaie de chanter My Słowianie dans l'équivalent grec de l'émission Un air de star. Cleo commente cela : « Wielkie chapeau bas dla greckiego artysty. To z pewnością było dla niego ogromne wyzwanie. Polski dla Greka jest bardzo trudnym językiem, co zresztą było słychać i widać. » (« Un grand chapeau bas pour l'artiste grec. C'était certainement un énorme défi pour lui. Le polonais est une langue très difficile pour un Grec, ce qui était entendu et vu. »).